# 2 Dias em Paris
2 Dias em Paris (em inglês: Two Days in Paris) é um filme de drama romântico franco-alemão que foi lançado em 2007 escrito, produzido, dirigido e estrelado por Julie Delpy, que também editou o filme e compôs a trilha sonora.

## Sinopse
Marion é uma fotógrafa francesa radicada em Nova York. O Namorado dela é um "cara" chamado Jack, um tatuador americano. Depois de uma viagem marcadamente romântica a Veneza, que foi planejado para reacender a paixão em seu relacionamento, eles tomam um trem noturno para Paris para pegar gato de Marion de seus pais e decide ficar por dois dias. Jack se assusta ao saber Marion permaneceu em contato com inúmeros ex-amantes e torna-se cada vez mais desconfortável devido à barreira da língua. Enquanto isso, Marion luta com suas próprias inseguranças sobre amor, relacionamentos, e sua natureza impulsiva.

## Elenco
- Julie Delpy como Marion
- Adam Goldberg como Jack
- Alexia Landeau como Rose
- Daniel Brühl como Lukas
- Alexandre Nahon como Manu[4]